# СП-2 (патрон)
7,62-мм специальный патрон СП.2 или 7,62×35 мм СП.2 или просто СП-2 — советский боеприпас замкнутого типа для ведения огня из бесшумного оружия ТКБ-506, созданный Игорем Стечкиным по заказу спецотдела КГБ СССР в середине 50-х годах XX века. Технологическая отработка конструкции патрона была выполнена инженером ЦНИИТочМаш И. С. Губелем. В дальнейшем патрон СП-2 послужил основой для разработки более совершенного боеприпаса СП-3.

## Конструкция
Гильза патрона СП-2 изготавливалась на основании заготовки от гильзы штатного автоматного патрона 7,62 × 39 мм, укороченной до 35 мм и обжатой у основания до 10,5 мм. При изготовлении пули использовалась заготовка оболочки пули пистолетного патрона 7,62 × 25 мм ТТ, внутрь которой запрессовывался дюралевый стержень. Технологический процесс изготовления был устроен так, что горлышко гильзы формировалось уже после помещения внутрь метательного заряда и установки поддона. Для увеличения поражающего эффекта метательный заряд составлялся на основе капсюльного состава от крупнокалиберных боеприпасов (12,7 мм) вперемешку с быстрогорящим порохом
Во время выстрела поддон, двигаясь под действием пороховых газов, выталкивал пулю и попадая в дульце гильзы запирал их внутри. Имеются сведения, что пуля массой 6,2 грамма, покидая ствол длиной 25 мм, приобретала скорость 175 м/с и на дальности 5 метров была способна пробить пакет из трёх сосновых досок.